# I segreti del corallo
I segreti del corallo è il quinto album del cantautore italiano Moltheni, pubblicato nel 2008 da La Tempesta e distribuito da Venus.

## Il disco
In un'intervista l'autore ha affermato che Vita rubina è una canzone autobiografica.
La foto di copertina del disco I segreti del corallo è stata estratta da una cartolina acquistata dal cantautore in un mercatino.
La voce femminile presente nella canzone Corallo è di Barbara Adly, cantante italo-canadese della band bolognese Juta mentre in Suprema ha suonato la chitarra elettrica Carmelo Pipitone dei Marta sui Tubi.

## Tracce
1. Vita rubina – 6:15
2. Gli anni del malto – 3:44
3. Che il destino possa riunire ciò che il mare ha separato – 4:30
4. L'amore acquatico – 4:30
5. In porpora – 3:31
6. Oh, Morte – 4:57
7. Corallo – 2:29
8. Ragazzo solo, ragazza sola – 4:19
9. Verano – 3:21
10. L'attimo celeste (prima dell'Apocalisse) – 5:35
11. Suprema – 5:14

## Formazione
- Moltheni - voce e chitarra acustica
- Pietro Canali - pianoforte, organo, piano wurlitzer
- Gianluca Schiavon - batteria
- Giacomo Fiorenza - basso elettrico
- Alessandro Fioroni - chitarra elettrica
- Barbara Adly - voce in Corallo
- Carmelo Pipitone dei Marta sui Tubi - chitarra elettrica in Suprema